# Station Ballycullane
Station Ballycullane is een voormalig spoorwegstation in Ballycullane in het Ierse graafschap Wexford. Het station ligt aan de lijn Rosslare - Limerick. De laatste personentrein reed 18 september 2010. De verbinding met Waterford wordt sindsdien verzorgd door een bus. De spoorlijn tussen Waterford en Rosslare wordt voorlopig nog wel in stand gehouden.